# Mangum (Oklahoma)
Mangum – miasto w Stanach Zjednoczonych, w stanie Oklahoma, siedziba administracyjna hrabstwa Greer.